# Шолох, Антон Викторович
Антон Викторович Шолох (род. 20 января 2001, Россия) — российский футболист.

## Биография
Воспитанник академии казанского «Рубина». Выступал за его молодежную команду. Начинал карьеру во второй российской лиге в составе «Носты». Затем перешел в петербургском «Динамо».
Летом 2023 года продолжил карьеру в Армении, где заключил контракт с клубом премьер-лиги «Ван» Чаренцаван. Дебютировал 29 июля в матче первого тура против «Ноа» (0:1). Игрок петербургских любительских клубов «СШОР № 1-Кристалл-Константиновское» (2024), «РВЧеллендж» (2025, забил гол в матче 1 раунда «пути регионов» Кубка России 2025/26)